# Selbsttäuschung
Die Begriffe Selbsttäuschung oder Selbstbetrug umfassen eine Vielfalt von Denk- und Verhaltensweisen mit Bezug auf das Selbst und das Selbstbewusstsein. Die Selbsttäuschung ist seit der Antike Gegenstand der philosophischen Betrachtung, wobei Definition und zahlreiche Aspekte umstritten sind. In der Gegenwart sind Selbsttäuschungen Forschungsgegenstand der Kognitionspsychologie, spezifische Muster der Selbsttäuschung in pathologischer Ausprägung auch in der Psychiatrie. Als alltägliches un- oder unterbewusstes Phänomen ist sie auch Gegenstand vieler literarischer Werke, die sich mit Authentizität, Verblendung und Selbsterkenntnis beschäftigen.

## Formen
Selbsttäuschungen kommen in unterschiedlichem Ausmaß vor, von harmlosen kognitiven Verzerrungen bis hin zu krankhaften Bewusstseinsstörungen. Sie erscheinen in verschiedenen Formen, zum Beispiel als Erinnerungsverfälschung oder als Planungsfehlschluss. Als Selbsttäuschung können sowohl kurz andauernde kognitive Zustände als auch langfristige Erscheinungen beschrieben werden. Ein Extremfall der psychologisch notwendigen Selbsttäuschung ist die Lebenslüge, die vor allem Henrik Ibsen verarbeitet und bekannt gemacht hat.
Als Ursachen von Selbsttäuschungen kommen beispielsweise kognitive Dissonanzen in Frage – verschiedene Wahrnehmungen, Gedanken, Einstellungen, Wünsche oder Absichten, die nicht miteinander vereinbar sind – oder auch Bestätigungsfehler, die auf der Neigung beruhen, Informationen so zu suchen, auszuwählen und zu interpretieren, dass die eigenen Erwartungen erfüllt werden. 
Die Psychoanalyse führt Selbsttäuschungen auf Abwehrmechanismen zurück.
Selbsttäuschungen betreffen häufig die Wahrnehmung und Bewertung der eigenen Person, das sogenannte Selbstbild (siehe auch Selbstkonzept und Selbstwert). Daher spielen sie auch bei bestimmten Persönlichkeitsstörungen eine Rolle, wie der Borderline-Persönlichkeitsstörung, der narzisstischen Persönlichkeitsstörung und der histrionischen Persönlichkeitsstörung. Eine psychotherapeutisch relevante Form der Selbsttäuschung liegt dann vor, wenn dadurch Schwierigkeiten bei einer realitätsnahen Anpassung an eine gegebene Umwelt entstehen.
In der Philosophie spielen im Zusammenhang mit der Selbsttäuschung nicht nur die erkenntnistheoretischen Dimensionen eine Rolle, sondern auch Fragen der Handlungstheorie sowie nach Verantwortung und Rechtfertigung. So hinterfragte etwa Schopenhauer die Willkürfreiheit als notwendige Selbsttäuschung. 
Aktive Arten der Selbsttäuschung als Verfälschen oder Unterdrücken von Wahrnehmungen und Vorstellungen hinsichtlich der eigenen Befindlichkeit, des Verhältnisses zu anderen oder bezüglich des Werts oder der Motive des eigenen Handelns lassen sich von passiven Selbsttäuschungen unterscheiden, die analog zu Sinnestäuschungen im Bereich der Wahrnehmung der eigenen Emotionen und Absichten zu betrachten sind. Das letztere, passive Verständnis ist zentraler Teil der Anthropologie Max Schelers. Eine wichtige Rolle spielt die Spannung von Selbsterkenntnis und Selbsttäuschung bei Søren Kierkegaard. An skeptischen Stimmen bezüglich der Selbsterkenntnis habe es nie gefehlt.
In der modernen philosophischen Diskussion steht im Zentrum des Begriffsfelds ein „Ausweichen vor einer als unangenehm empfundenen Wahrheit, ein ‚Sich Einreden‘ eines Glaubens, von dem man irgendwie doch weiß oder zumindest ahnt, dass er falsch ist“. Eine Person, die sich selbst täuscht, ist aufgrund einer besonderen Motivation anscheinend von etwas Falschem überzeugt; ihr Verhalten deutet aber unter Umständen darauf hin, dass sie sich der Wahrheit zu einem gewissen Grad bewusst ist. In jüngerer Zeit wurde argumentiert, dass die Selbsttäuschung eine notwendige motivationale Funktion haben könnte.
Aus evolutionsbiologischer Sicht hat Robert Trivers die Selbsttäuschung als Sonderfall von überlebens- und reproduktionsförderlichen Täuschungen beschrieben, die im gesamten Tierreich und daher auch unter Menschen sowohl als natürliches Phänomen als auch als bewusst eingesetzte Strategie auftritt.